# Aellopos fadus
Aellopos fadus là một loài bướm đêm thuộc họ Sphingidae. Nó sống ở Trung Mỹ và phần phía bắc của Nam Mỹ.

## Hình ảnh

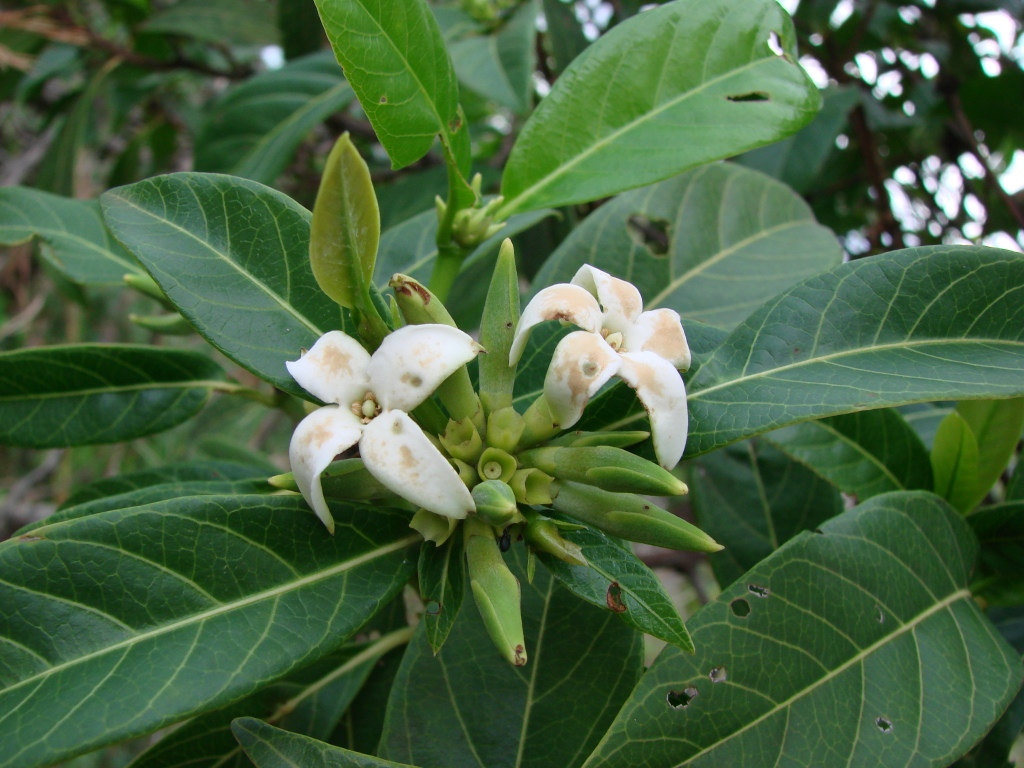
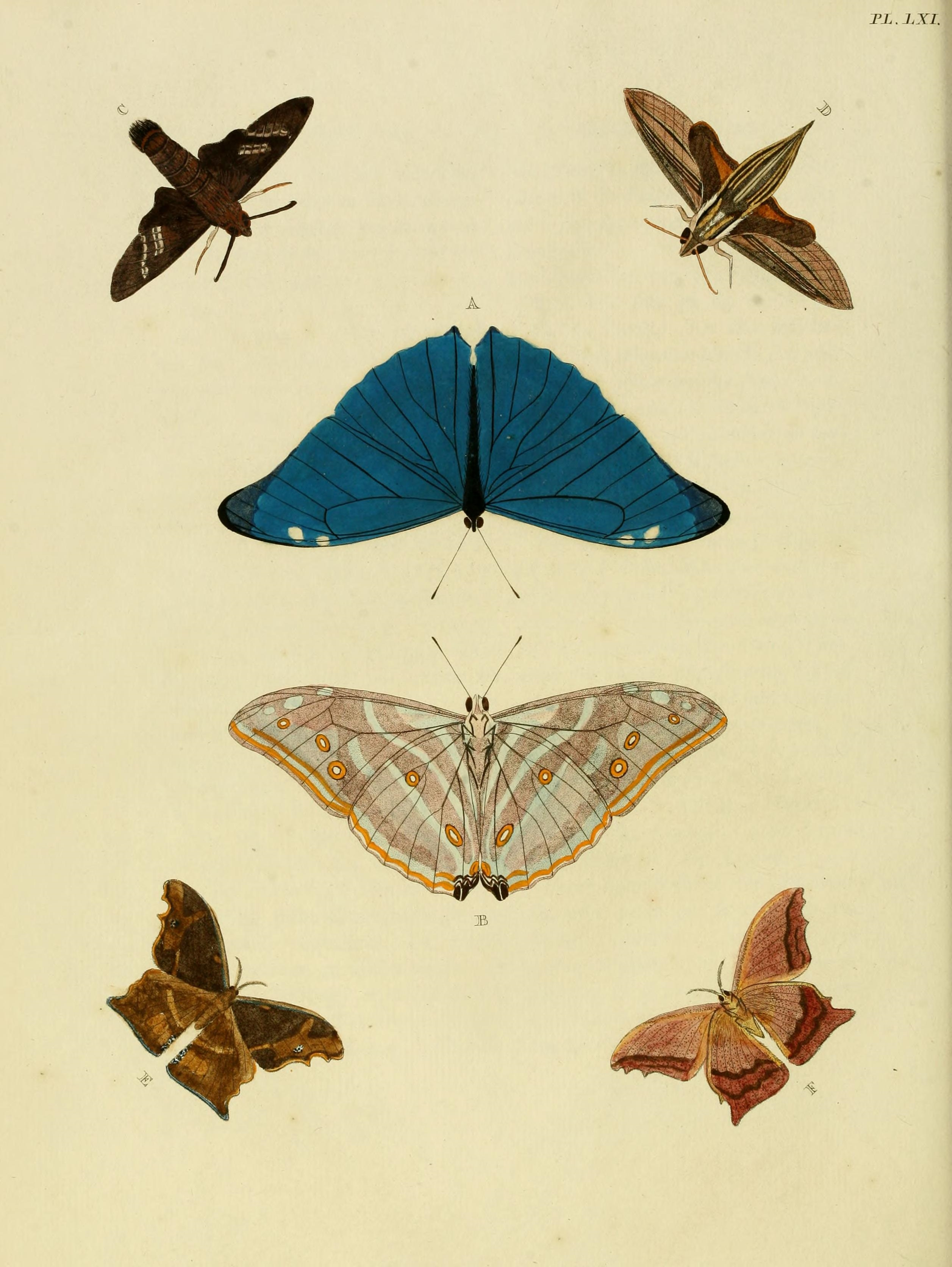

## miêu tả

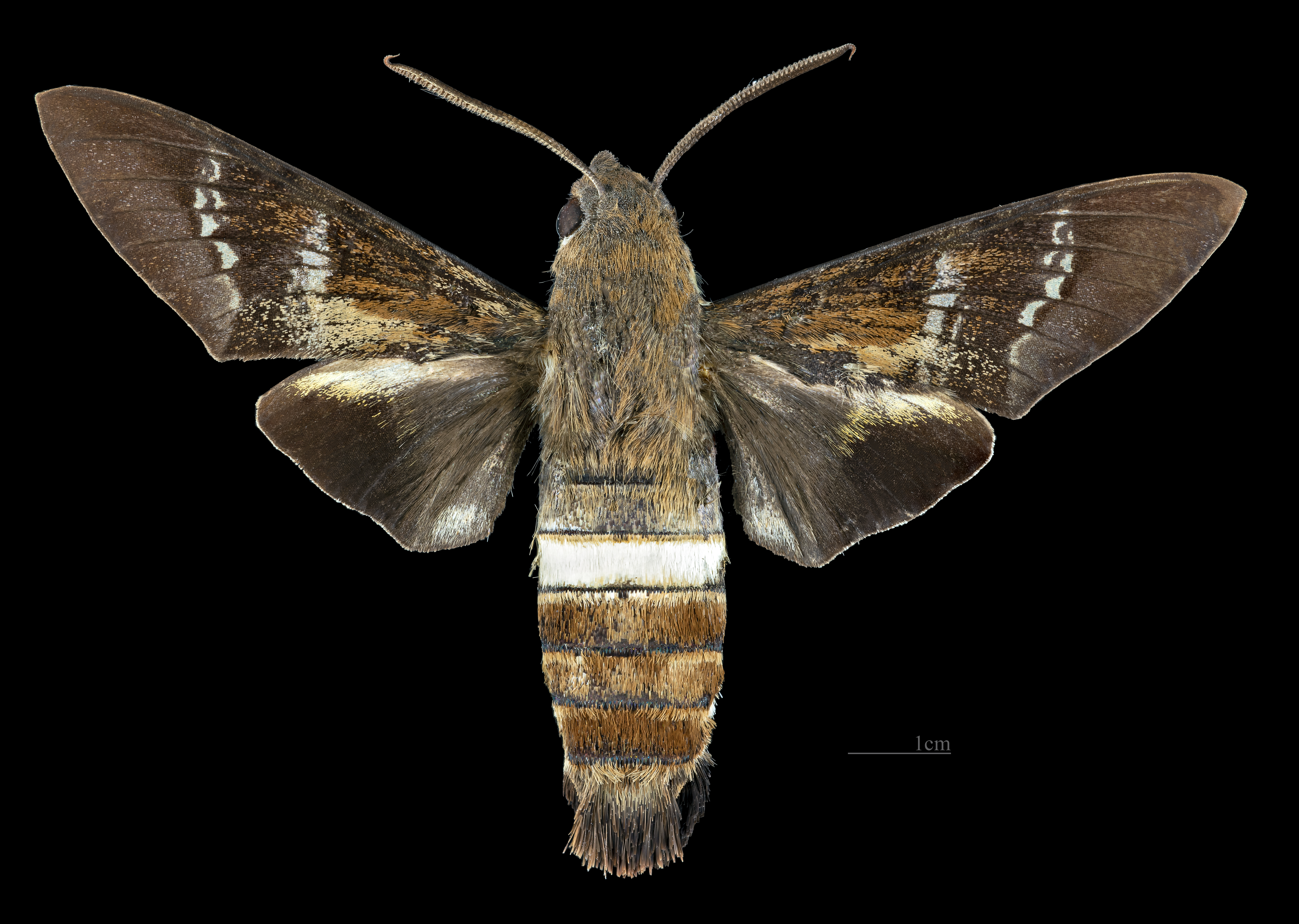
Aellopos fadus ♂
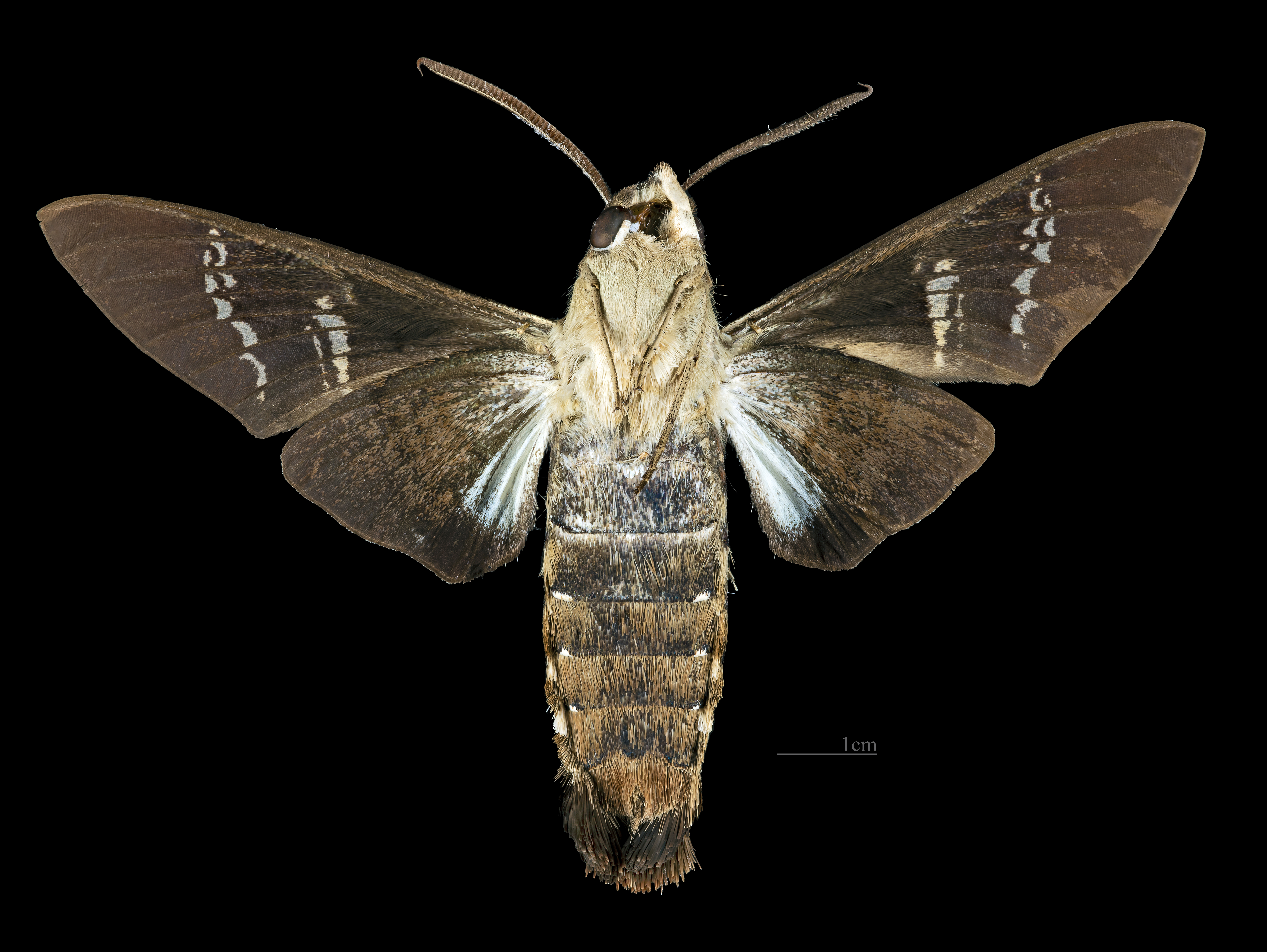
Aellopos fadus ♂ △
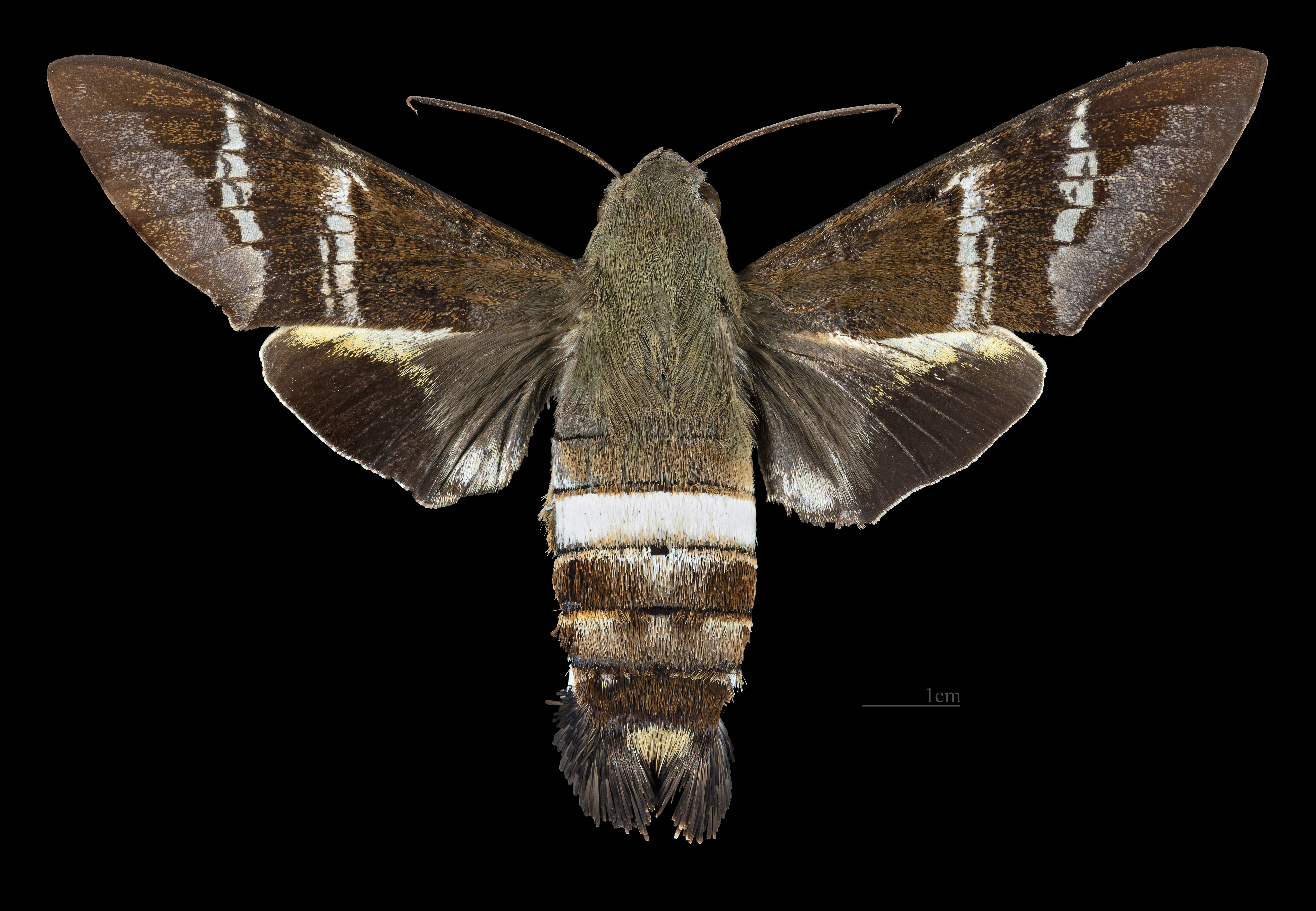
Aellopos fadus ♀
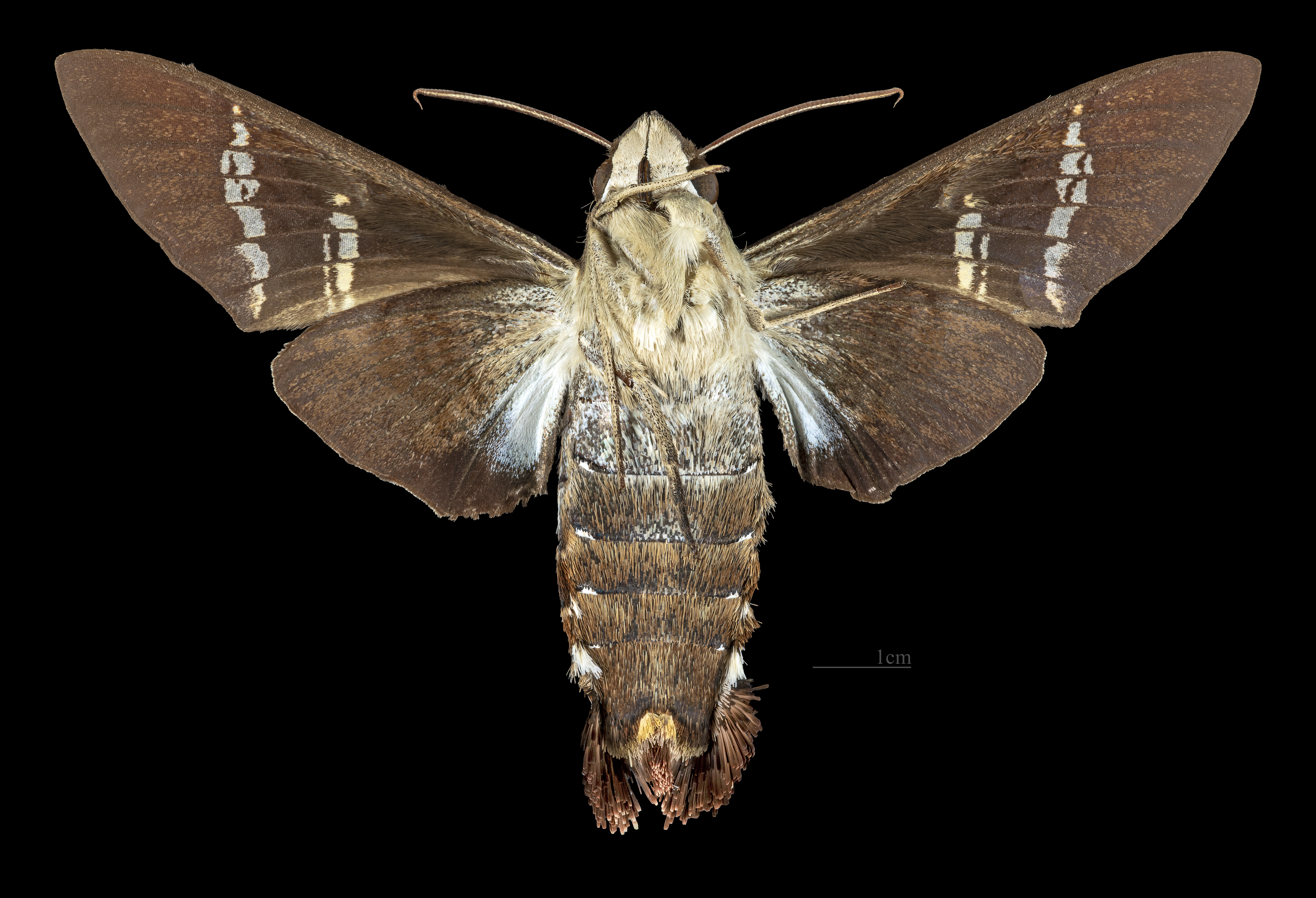
Aellopos fadus ♂ △